# Outrup Station
Outrup Station er en dansk jernbanestation i stationsbyen Outrup i Vestjylland.